# Super League (Zambia)
La Super League, nota per motivi di sponsorizzazione come MTN Super League e già nota come MTN Super Division, è la massima divisione del campionato zambiano di calcio. È la massima competizione calcistica che, dal 1962, si disputa nello Zambia.

## Albo d'oro
- 1962:  Roan Utd
- 1963:  Mufulira Wanderers
- 1964:  City of Lusaka
- 1965:  Mufulira Wanderers
- 1966:  Mufulira Wanderers
- 1967:  Mufulira Wanderers
- 1968:  Kabwe Warriors
- 1969:  Mufulira Wanderers
- 1970:  Kabwe Warriors
- 1971:  Kabwe Warriors
- 1972:  Kabwe Warriors
- 1973:  Zambian Army
- 1974:  Zambian Army
- 1975:  Green Buffaloes
- 1976:  Mufulira Wanderers
- 1977:  Green Buffaloes
- 1978:  Mufulira Wanderers
- 1979:  Green Buffaloes
- 1980:  Nchanga Rangers
- 1981:  Green Buffaloes
- 1982:  Nkana Red Devils
- 1983:  Nkana Red Devils
- 1984:  Power Dynamos
- 1985:  Nkana Red Devils
- 1986:  Nkana Red Devils
- 1987:  Kabwe Warriors
- 1988:  Nkana Red Devils
- 1989:  Nkana Red Devils
- 1990:  Nkana Red Devils
- 1991:  Power Dynamos
- 1992:  Nkana
- 1993:  Nkana
- 1994:  Power Dynamos
- 1995:  Mufulira Wanderers
- 1996:  Mufulira Wanderers
- 1997:  Power Dynamos
- 1998:  Nchanga Rangers
- 1999:  Nkana
- 2000:  Power Dynamos
- 2001:  Nkana
- 2002:  Zanaco
- 2003:  Zanaco
- 2004:  Red Arrows
- 2005:  Zanaco
- 2006:  Zanaco
- 2007:  ZESCO Utd
- 2008:  ZESCO Utd
- 2009:  Zanaco
- 2010:  ZESCO Utd
- 2011:  Power Dynamos
- 2012:  Zanaco
- 2013:  Nkana
- 2014:  ZESCO Utd
- 2015:  ZESCO Utd
- 2016:  Zanaco
- 2017:  ZESCO Utd
- 2018:  ZESCO Utd
- 2019:  ZESCO Utd
- 2019-2020:  Nkana
- 2020-2021:  ZESCO Utd
- 2021-2022:  Red Arrows
- 2022-2023:  Power Dynamos
- 2023-2024:  Red Arrows
- 2024-2025:  Power Dynamos

## Statistiche

### Vittorie per squadra
| Club                          | Città    | Titoli | Anni                                                                         |
| ----------------------------- | -------- | ------ | ---------------------------------------------------------------------------- |
| Nkana                         | Kitwe    | 13     | 1982, 1983, 1985, 1986, 1988, 1989, 1990, 1992, 1993, 1999, 2001, 2013, 2020 |
| Mufulira Wanderers            | Mufulira | 9      | 1963, 1965, 1966, 1967, 1969, 1976, 1978, 1995, 1996                         |
| ZESCO Utd                     | Ndola    | 9      | 2007, 2008, 2010, 2014, 2015, 2017, 2018, 2019, 2021                         |
| Power Dynamos                 | Kitwe    | 8      | 1984, 1991, 1994, 1997, 2000, 2011, 2023, 2025                               |
| Zanaco                        | Lusaka   | 7      | 2002, 2003, 2005, 2006, 2009, 2012, 2016                                     |
| Green Buffaloes (Zambia Army) | Lusaka   | 6      | 1973, 1974, 1975, 1977, 1979, 1981                                           |
| Kabwe Warriors                | Kabwe    | 5      | 1968, 1970, 1971, 1972, 1987                                                 |
| Red Arrows                    | Lusaka   | 3      | 2004, 2022, 2024                                                             |
| Nchanga Rangers               | Chingola | 2      | 1980, 1998                                                                   |
| City of Lusaka                | Lusaka   | 1      | 1964                                                                         |
| Roan Utd                      | Luanshya | 1      | 1962                                                                         |

### Migliori marcatori stagionali
| Stagione | Capocannoniere       | Squadra         | Reti |
| 2002     | Rotson Kilambe       | Zanaco          | 17   |
| 2002     | Zacchariah Simukonda | Red Arrows      | 17   |
| 2003     | Francis Kombe        | Power Dynamos   | 18   |
| 2003     | John Lomani          | Power Dynamos   | 18   |
| 2003     | Musonda Mweuke       | Kabwe Warriors  | 18   |
| 2004     | Jimmy Mumba          | Green Buffaloes | 15   |
| 2005     | Dube Phiri           | Red Arrows      | 28   |
| 2006     | Winstone Kalengo     | Zanaco          | 28   |
| 2007     | Rainford Kalaba      | ZESCO Utd       | 23   |
| 2008     | Roger Kola           | Zanaco          | 13   |
| 2016     | Walter Bwalya        | Nkana           | 24   |
| 2018     | Idris Mbombo         | Nkana           | 20   |
| 2019     | Laudit Mavugo        | NAPSA Stars     | 10   |
| 2019     | Austin Muwowo        | Forest Rangers  | 10   |
| 2019-20  | James Chamanga       | Power Dynamos   | 16   |
| 2020-21  | Moses Phiri          | Green Buffaloes | 17   |
| 2021-22  | Richard Banda        | Red Arrows      | 15   |
| 2022-23  | Andy Boyeli          | Chambishi       | 16   |